# ザ・ライオンズ三郷中央
ザ・ライオンズ三郷中央（ザ・ライオンズみさとちゅうおう）は、埼玉県三郷市に所在する超高層マンションである。三郷市内では高さ階数ともに最高層の建築物である。

## 概要
つくばエクスプレス三郷中央駅周辺の区画整理事業である、三郷中央一体型特定土地区画整理事業区域内に位置する全424戸の大規模マンション。I街区とII街区に分かれており、I街区は超高層の25階建てのタワーA棟・14階建てレジデンスB棟全318戸。II街区は12階建てレジデンスC棟全106戸。

## 沿革
- 2012年（平成24年）9月21日 - I街区竣工。
- 2013年（平成25年）2月4日 - II街区竣工。

## 周辺
- 東京外環自動車道三郷インターチェンジ
- 第二大場川
- 大場川
- 三郷放水路
- 東京都水道局 三郷浄水場
- におどり公園

## アクセス
- つくばエクスプレス三郷中央駅徒歩1分